# Liste der Kreisstraßen in Dortmund
Die Liste der Kreisstraßen in Dortmund ist eine Auflistung der Kreisstraßen in der kreisfreien Stadt Dortmund, Nordrhein-Westfalen.

## Abkürzungen
- K: Kreisstraße
- L: Landesstraße

## Liste
Die Kreisstraßen behalten die ihnen zugewiesene Nummer innerhalb von Nordrhein-Westfalen auch bei einem Wechsel in einen Kreis oder in eine andere kreisfreie Stadt. Nicht vorhandene bzw. nicht nachgewiesene Kreisstraßen werden in Kursivdruck gekennzeichnet, ebenso Straßen und Straßenabschnitte, die unabhängig vom Grund (Herabstufung zu einer Gemeindestraße oder Höherstufung) keine Kreisstraßen mehr sind.
Der Straßenverlauf wird in der Regel von Nord nach Süd und von West nach Ost angegeben.
| Nr.  | Verlauf |
| ---- | --- |
| K 1  | L 649 – Alter Hellweg – Martener Hellweg – Kortental – L 609 |
| K 2  | L 661 – Holtbrügge – – Holtbrügge – Kirchhörder Straße – L 684 |
| K 3  | (K 3 im Kreis Unna) – Alfred-Lange-Straße – K 4 – Alfred-Lange-Straße – Holthauser Straße – L 657 – Fürst-Hardenberg-Allee – Lindenhorster Straße –                                                                                       |
| K 4  | L 609 – Eckei – Altenmengeder Straße – Schwieringhauser Straße – K 3 |
| K 5  | – Lothringer Straße – Württemberger Straße – Bayrische Straße – L 684 |
| K 6  | (K 6 in Bochum) – Stadtgrenze – Harpener Hellweg – Stadtgrenze in der Fahrbahnmitte – Harpener Hellweg – Stadtgrenze – (K 6 in Bochum) – Stadtgrenze – Harpener Hellweg – – Limbecker Straße – Westermannstraße – Martener Straße – L 663 |
| K 7  | L 556 – Lüserbachstraße – Tettenbachstraße – L 675 – Flughafenstraße – K 17 – Flughafenstraße – L 663 – Leni-Rommel-Straße – – Aplerbecker Straße – L 556 – Aplerbecker Straße                                                            |
| K 8  | L 663 – Rübenkamp – Steinbrinkstraße – Osterschleppweg – K 18 |
| K 9  | L 675 – Greveler Straße – L 556 – Kurler Straße – Plaßstraße – Husener Straße – K 18 – Husener Straße – Stadtgrenze – (K 9 im Kreis Unna)                                                                                                 |
| K 10 | L 662 – Jasminstraße – Stadtgrenze in der Fahrbahnmitte – Landskroner Straße – Stadtgrenze – (K 10 im Kreis Unna) – Stadtgrenze – Intückenweg – L 662                                                                                     |
| K 12 | L 663 – Holzwickeder Straße – L 556 |
| K 13 | (K 13 im Kreis Unna) – Stadtgrenze – Niederadener Straße – Am Burhag – Steinhofstraße – Alekestraße – Lanstroper Straße – L 556 |
| K 14 | (K 14 im Kreis Unna) – Stadtgrenze – Leideckerweg – Auf dem Brink – Altenderner Straße – L 684 |
| K 16 | L 609 – Franziusstraße – Westfaliastraße – Mallinckrodtstraße – – Mallinckrodtstraße – L 684 – Mallinckrodtstraße – Borsigstraße – Borsigplatz – K 17                                                                                     |
| K 17 | Oestermärsch – Borsigplatz – K 16 – Borsigstraße – Brackeler Straße – – Brackeler Straße – K 7 – Brackeler Straße – L 556 |
| K 18 | K 9 – Wickeder Straße – L 663 – Wickeder Hellweg – L 665 – Zeche-Norm-Straße – L 821 |
| K 20 | L 704 – Hohensyburgstraße – Westhofener Straße – K 21 – Syburger Straße – Stadtgrenze an einer Stelle in der Fahrbahnmitte – Syburger Straße – L 672                                                                                      |
| K 21 | K 20 – Westhofener Straße – Stadtgrenze – (K 21 im Kreis Unna) |
| K 27 | (K 27 im Kreis Recklinghausen) – Stadtgrenze – Schlossstraße – Bodelschwingher Straße – K 28 – Bodelschwingher Straße – L 609 |
| K 28 | K 27 – Westerfilder Straße – Im Odemsloh – Biehleweg – Mosselde – Westerwikstraße – Auf der Goldbreite – L 663 |

## Quelle
- Landesvermessungsamt Nordrhein-Westfalen, Kreiskarte Nr. 60: Die kreisfreien Städte im Ruhrgebiet